# Велика Хубайниця
Велика Хубайниця (словен. Velika Hubajnica) — поселення в общині Севниця, Споднєпосавський регіон, Словенія. Висота над рівнем моря: 487,7 м.